# Мъркюри 1А
Мъркюри 1А (на английски: Mercury-Redstone 1A) е американски космически кораб от първо поколение. Това е първият непилотиран суборбитален космически полет от програмата Мъркюри.

## История
Мъркюри — Редстоун 1A (MR-1A) е изстрелян на 19 декември 1960 г. от стартов комплекс №5 (LC-5) на космодрума Кейп Канаверъл, Флорида. Продължителността на полета е 15 мин. и 45 сек. Достигнатата височина е около 210 км, а прелетяното разстояние — 378 км. Достигната е скорост на полета от 4909 мили в час (7900 км/час). Мъркюри 1А се приводнява в Атлантическия океан. Тази мисия е повторение на полета на Мъркюри-Редстоун 1, непилотиран кораб изстрелян на 21 ноември 1960 г., чийто полет продължава само 2 сек. поради взрив в ракетата-носител Редстоун. Капсулата на Мъркюри 1А се съхранява в Ames Research Center, Лос Анджелис, Калифорния.